# Cold Meat Industry
Pour les articles homonymes, voir CMI.
Cold Meat Industry (abrégé CMI) est un label indépendant suédois de musique industrielle, actif entre 1987 et 2013. Il est fondé par Roger Karmanik (fondateur de Brighter Death Now), qui bien qu'il ait produit des groupes politiquement « tendancieux » (comme Puissance), se réclame anarchiste. Le label cesse ses activités en 2013.
CMI est connu pour le son distinctif de ses groupes, qui vont principalement du dark ambient et de l'industriel à la musique médiévale et au musique néoclassique, avec une part importante de musique électronique. Il est reconnu comme l'un des labels les plus influents de la scène musique post-industrielle et dark ambient. En même temps, une proportion importante des groupes et artistes publiés par le label ont eu une influence sur la formation de la "musique sombre" à la fin du XXe siècle. Peter Anderson, musicien déjà bien connu, a déclaré dans une interview que « la création de CMI a déclenché des événements sur la scène industrielle mondiale, peut-être l'événement le plus important de tout le mouvement ».

## Histoire
Dans les années 1980, dans la ville suédoise de Linköping, il y avait beaucoup de groupes underground qui jouaient de la musique appartenant à diverses tendances industrielles. C'est leur abondance et l'impossibilité de conclure des contrats avec les grandes compagnies qui ont provoqué l'émergence d'un nouveau label, orienté avant tout vers ces groupes. Le nom de la jeune société est emprunté à un film d'horreur du groupe Njurmännen, dans lequel Peter Anderson commence sa carrière et se fait ensuite connaître grâce à son propre projet Deutsch Nepal (en grande partie grâce à CMI). C'est Anderson qui a conseillé à son ami Karmanik de créer son propre label musical (Anderson est parfois cité à tort comme cofondateur). Karmanik lui-même avait déjà acquis une certaine notoriété sur la scène underground, ayant publié plusieurs cassettes audio au milieu des années 1980 dans le cadre de ses projets Enhänta Bödlar et Lille Roger. En 1987, il fonde son propre label,.
L'implication dans une telle entreprise n'est pas nouvelle pour Karmanik, puisqu'en 1982-1983, il travaille pour le label suédois Selbstmord Organisation, où il s'occupe de la vente de cassettes audio et de vinyles. Selon lui, la création du label lui a permis de publier sa propre musique sans aucun obstacle et de trouver une liberté totale en tant que créateur. Comme Karmanik explique plus tard dans l'une de ses interviews, au début des années 1980, avoir connu un échec en travaillant avec d'autres musiciens sur son premier projet, si bien qu'en 1984, le futur directeur de CMI a créé exclusivement son propre projet musical, Lille Roger. Sentant que l'écriture musicale ne lui suffisait pas, le musicien commence à créer un label pour l'éditer. Cependant, réalisant rapidement que l'écriture l'intéressait davantage, Karmanik crée un autre projet musical, qui a ensuite « grandi » pour devenir Brighter Death Now. Au début, le label ne ressemble pas vraiment à une entreprise professionnelle, puisqu'il s'occupe principalement de publier les albums des amis de Karmanik (Slaughter Natives, Memorandum et d'autres projets). Karmanik lui-même admet plus tard que le matériel publié à l'époque « puait littéralement ».
Au cours des années suivantes, CMI donne naissance à plusieurs sous-labels très spécialisés : Sound Source, qui publie des premières cassettes audio de groupes peu connus (Morthound, Archon Satani) et ne dure que quelques années (1991-1992) ; Cruel Moon International, qui est créé pour signer des artistes non scandinaves et s'occupe de groupes dont le travail est consacré à divers thèmes anciens et ésotériques (Ataraxia, Cernunnos Woods, , etc.). Karmanik voyait dans Cruel Moon International l'occasion d'élargir la liste de groupes et artistes de son label principal en y incluant des groupes étrangers qui répondaient aux critères plutôt élevés fixés par Karmanik lui-même. Un autre sous-label est Death Factory, qui propose des sorties électroniques très extrêmes de groupes tels que Sutcliffe Jügend et Slogun. Karmanik lui-même décrira plus tard Death Factory comme un label pour les groupes étrangers, et Cruel Moon comme un label pour « la musique ancienne, progressive, ambiante et médiévale ».
Secula Delenda est parfois présenté à tort comme une filiale de CMI (qui aurait été créé pour publier du black metal), mais Karmanik nie son implication dans cette entreprise, déclarant qu'« ils ont juste utilisé sa boîte aux lettres ». Au milieu des années 1990, il déclare qu'il « ne connaissait pas le créateur du label », mais comme il l'a lui-même admis plus tard, Secula Delenda a été créé par l'un des employés de Karmanik pendant une période difficile de sa vie (Karmanik), lorsqu'il avait vraiment besoin d'aide avec le label et qu'ils se sont simplement entraidés,.
En février 2014, Karmanik publie un message sur Facebook concernant la fermeture du label, dans lequel il attribuait sa décision à une « profonde dépression, à l'alcoolisme et à la douleur ».

## Groupes et artistes notables
- Ataraxia
- Atrium Carceri
- Brighter Death Now
- Coph Nia
- Dahlia's Tear
- Desiderii Marginis
- Deutsch Nepal
- In Slaughter Natives
- Institut
- MZ.412
- Ordo Rosarius Equilibrio
- The Protagonist
- Raison d'Être
- Rome
- Sephiroth
- awn and Dusk Entwined